# Chutes Factory
Les chutes Factory, Factory Falls en anglais, sont des chutes d'eau situées dans le George W. Childs Recreation Site à Dingmans Ferry, en Pennsylvanie. Les chutes Fulmer sont en aval sur la Dingmans Creek.